# Quella sera dorata
Quella sera dorata (The City of Your Final Destination) è un film del 2009 diretto da James Ivory, tratto dall'omonimo romanzo di Peter Cameron.

## Trama
Uno studente di origini iraniane, Omar Razaghi, laureatosi presso l'Università del Colorado, ottiene una borsa di studio finalizzata alla stesura della biografia dell'autore latino-americano Jules Gund. Tuttavia quando chiede l'autorizzazione alla Fondazione Gund, gli viene negata. Su consiglio della fidanzata Deirdre, si reca quindi in Uruguay, paese originario dell'autore, per incontrare i suoi eredi e cercare di convincerli ad autorizzare la realizzazione della biografia. Ma ben presto si ritroverà coinvolto in intrighi, relazioni improprie e stravaganze.

## Produzione
La sceneggiatura del film è basata sull'omonimo romanzo di Peter Cameron, pubblicato nel 2002. In occasione della presentazione del film al Festival Internazionale del Film di Roma 2009, James Ivory ha spiegato di aver deciso di realizzare il film poiché il romanzo di Peter Cameron gli è molto piaciuto e inoltre, in questo modo ha avuto l'occasione di realizzare un film in Sud America, appagando così la sua voglia di viaggiare. Nella stessa occasione Laura Linney ha riferito di essersi molto divertita a girare il film, definendo il suo personaggio come una donna forte in grado di far paura agli uomini.
Il film è stato girato in Argentina, nel distretto di Buenos Aires; in Canada, nei dintorni di Montréal; e negli Stati Uniti, in Colorado.

## Distribuzione
Il film è stato presentato per la prima volta all'European Film Market di Berlino, il 7 febbraio 2009. Nel mese di maggio fu presentato anche al Cannes Film Market, mentre in ottobre partecipò al Festival Internazionale del Film di Roma 2009 come film fuori concorso. Dal 23 aprile 2010 è stato distribuito nelle sale cinematografiche statunitensi in forma limitata. Dall'8 ottobre 2010 è uscito anche nei cinema italiani.

## Accoglienza

### Critica
Il New York Times ha definito eccellente l'interpretazione di Laura Linney e buona quella di Anthony Hopkins. Il quotidiano statunitense ha anche apprezzato il lavoro svolto da Javier Aguirresarobe per la fotografia e definito splendida la colonna sonora. Commenti mediamente positivi sono arrivati anche da altre testate, quali il The Hollywood Reporter e il Chicago Tribune, che hanno messo in luce in particolare l'ottima qualità dei dialoghi.